# Ed Barrow

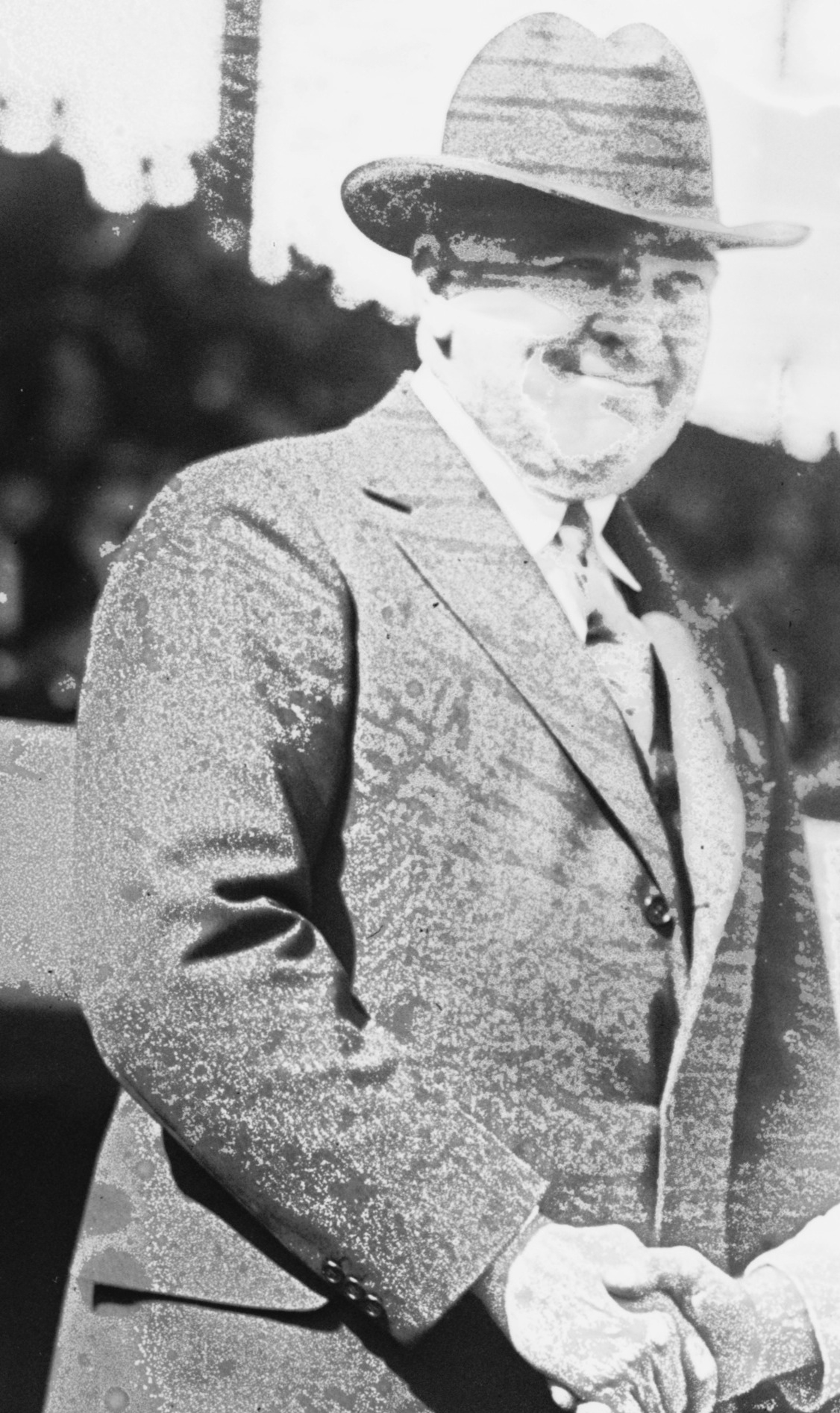
Ed Barrow (ca. 1916)

Edward Grant „Ed“ Barrow (* 10. Mai 1868 in Springfield, Illinois; † 15. Dezember 1953 in Port Chester, New York) war ein US-amerikanischer Baseballmanager und -funktionär in der Major League Baseball (MLB).

## Leben
Ed Barrow wurde 1868 in Springfield, Illinois geboren. Seine erste Station als Manager in der American League bekam er 1903 und 1904 bei den Detroit Tigers. Seine Mannschaften belegten den fünften und siebten Platz.
Erfolgreicher war er in seiner zweiten Station bei den Boston Red Sox. Gleich in seinem ersten nJahr führte er seine Mannschaft zur Meisterschaft in der American League. In der World Series gewannen die Red Sox gegen die Chicago Cubs in sechs Spielen. Allerdings verblieb er nur weitere zwei Jahre in Boston. Der Besitzer des Teams Harry Frazee verkaufte in diesen Jahren viele der Starspieler des Teams, womit weitere Erfolge schwer waren.
1921 wechselte er dann als Funktionär zu den New York Yankees. Hier sollte er wesentlich am Aufbau des überragendsten Teams des Baseballs für die nächsten drei Jahrzehnte verantwortlich sein. Bis 1945 gewann sein New Yorker Team vierzehn Meisterschaften in der American League und zehnmal die World Series. Durch geschickte Transfers, ein gutes Scouting-System und gute Entwicklung von talentierten Spielern im Minor League Baseball gelang ihm der Aufbau dieser Dynastie.
Eine seiner frühen Entdeckungen war der spätere Hall of Famer als Shortstop Honus Wagner, der 1896 sein Debüt im Major League Baseball gab.

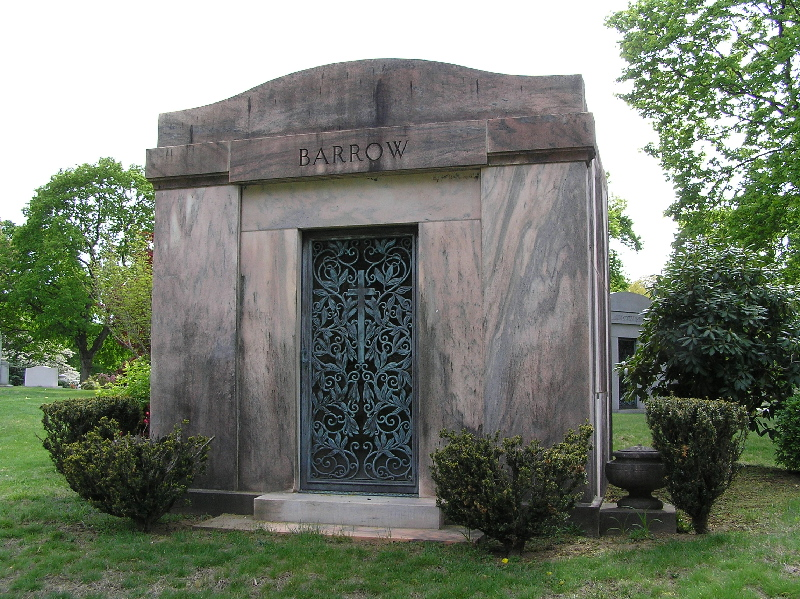
Ed Barrows Mausoleum auf dem Kensico-Friedhof

1953 wurde er durch das Veterans Committee als Funktionär und Pionier des Baseballs in die Baseball Hall of Fame gewählt. Im selben Jahr verstarb er im Alter von 85 Jahren in Port Chester, New York. Ein Jahr später errichteten die Yankees eine Gedenktafel an der Mauer des Centerfields des Yankee Stadiums, die heute im Monument Park zu finden ist. Die Tafel nennt ihn Moulder of a tradition of victory (Gründer einer Siegestradition).

## Stationen als Manager
- 1903–1904 Detroit Tigers
- 1918–1920 Boston Red Sox